# Josef von Knorr (Beamter, 1746)
Josef von Knorr (* 13. März 1746 in Wien?; † 1. Juni 1789 ebenda?) war ein habsburgischer Offizier und Staatsbeamter.

## Leben
Josef von Knorr war ein Sohn des Reichshofrats Georg Christian von Knorr und ein Bruder des Generals Christoph Christian von Knorr. Von 1762 bis 1766 besuchte er die Theresianische Ritterakademie und wurde dann Offizier. Als Hauptmann im 29. Infanterieregiment Feldmarschall Karl Herzog von Braunschweig-Wolfenbüttel-Bevern („Infanterieregiment Braunschweig-Wolfenbüttel“) nahm er seinen Abschied vom Militärdienst und trat in die Beamtenlaufbahn über, wo er das Amt eines niederösterreichischen Landrats des Ritterstandes erhielt.
Wie sein Bruder war er Mitglied der Prager Freimaurerloge „Zu den 3 gekrönten Säulen“ und wurde 1785 deren Schatzmeister.
Die beiden Söhne aus der 1775 geschlossenen Ehe mit Maria Theresia Edle von Kees (1748–1827), Schwester des Franz Georg Ritter von Kees, waren Bernhard von Knorr (1776–1838) und der Staatsrat Josef von Knorr (1782–1839). Seine Enkelin war die Lyrikerin Josefine von Knorr (1827–1908).